# Gagea reinhardii
Gagea reinhardii är en liljeväxtart som beskrevs av Igor Germanovich Levichev. Gagea reinhardii ingår i Vårlökssläktet och i familjen liljeväxter. Inga underarter finns listade.